# Вторая лига чемпионата России по хоккею с шайбой
Вторая лига чемпионата России — ныне не существующая хоккейная лига России. По уровню это четвёртая хоккейная лига в России. Делилась на два дивизиона. Просуществовала с 1996 по 2009 год, а затем, в связи с реформированием системы российского хоккея, была упразднена.

## История
По окончании сезона 1995/1996 российские клубы в одностороннем порядке вышли из Межнациональной хоккейной лиги, тем самым, прекратив её существование. На её смену пришел Чемпионат России, который имел четырехуровневую систему. Вторая лига в дебютном сезоне (1996/1997) делилась по территориальному принципу на 3 зоны: «Центр», «Северо-Запад», «Урал-Западная Сибирь». Зона «Урал-Западная Сибирь» в свою очередь на 2 группы: центральную и южную. Победителем первого розыгрыша второй лиги чемпионата России по хоккею стала команда «Технолог» из Ухты. Но впоследствии интерес клубов к второй лиге уменьшился и в 2008 году большая доля команд представляла Московскую и Челябинскую области. В 2009 году после образования хоккейной вертикали КХЛ — ВХЛ — РХЛ и закрытия лиг, вторая лига была официально упразднена. Часть команд были заявлены в первенства субъектов регионов, часть команд были расформированы.

## Команды
Команды на сезон 2008—2009 гг.

### Центральный дивизион[3]
- ХК Владимир, Владимир
- ХК Рысь-2-ОГУ, Одинцово
- ХК Крылья Советов-2, Москва
- ХК Липецк-2, Липецк
- ХК Дмитров-2, Дмитров
- ХК Рязань-2, Рязань
- «ХК Кристалл Электросталь», Электросталь
- ХК Рыбинск, Рыбинск
- Титан Клин-2, Клин
- СДЮШОР Тверь, Тверь

### Уральский дивизион[4]
- Вагоностроитель, Усть-Катав
- Политехник, Челябинск
- Инквой, Советский
- «Газовик-Старт», Ялуторовск
- Кедр-2, Новоуральск
- Юрматы, Салават
- Сигнал, Челябинск
- Зауралье-2, Курган

## Таблица призёров второй лиги
Регион «Центр» 
| Сезон     | 1 место                  | 2 место               | 3 место                           | 4 место         |
| 1996/1997 | Титан (Клин)             | Десна (Брянск)        | Сокол (Луховицы)                  | Спарта (Москва) |
| 1997/1998 | Витязь (Подольск/Чехов)  | Вятич (Рязань)        | Технолог (Ухта)                   | Титан (Клин)    |
| 1998/1999 | Титан (Клин)             | Стандарт (Менделеево) | МГУ (Москва)                      | Вятич (Рязань)  |
| 1999/2000 | Титан (Клин)             | Стандарт (Менделеево) | Десна (Брянск)                    | ХК Рязань       |
| 2000/2001 | ХК Тамбов                | Титан (Клин)          | Корд (Щекино)                     | Десна (Брянск)  |
| 2001/2002 | Русич-Эксима (Владимир)  | Корд (Щекино)         | Титан (Клин)                      | Десна (Брянск)  |
| 2002/2003 | ХК Саров                 | Титан (Клин)          | ХК Белгород                       | Корд (Щекино)   |
| 2003/2004 | ХК Владимир              | Десна (Брянск)        | Лукойл-Волга (Кстово) и ХК Рязань |                 |
| 2004/2005 | ХК Рязань                | Лукойл-Волга (Кстово) | Десна (Брянск)                    | ХК Рыбинск      |
| 2005/2006 | ХК Рязань                | Лукойл-Волга (Кстово) | ХК Липецк-2                       | Десна (Брянск)  |
| 2006/2007 | ХК МВД-2 (Подольск)      | ХК Рыбинск            | Лукойл-Волга (Кстово)             | Десна (Брянск)  |
| 2007/2008 | Сокол (Липецкая область) | ХК Рязань-2           | Титан-2 (Клин)                    | ОГУ (Одинцово)  |
| 2008/2009 | ХК Владимир              | Рысь-2-ОГУ            | Крылья Советов-2 (Москва)         | ХК Липецк-2     |

Регион «Урал-Западная Сибирь». Финальный этап
| Сезон     | 1 место                        | 2 место                        | 3 место                                 | 4 место                        |
| 1996/1997 | РТИ (Екатеринбург)             | СК имени Чкалова (Снежинск)    | Коммунальник (Челябинск)                | Сталь (Аша)                    |
| 1997/1998 | СК имени Чкалова (Снежинск)    | Мостовик (Курган)              | УралАсбест (Асбест)                     | РТИ (Екатеринбург)             |
| 1998/1999 | РТИ (Екатеринбург)             | Сталь (Аша)                    | Мостовик (Курган)                       | Политехник (Челябинск)         |
| 1999/2000 | РТИ (Екатеринбург)             | Гранит (Озерск)                | Сталь (Аша)                             | СК имени Калинина (Трехгорный) |
| 2000/2001 | Сталь (Аша)                    | СК имени Калинина (Трехгорный) | РТИ (Екатеринбург и УралАсбест (Асбест) |                                |
| 2001/2002 | СК имени Калинина (Трехгорный) | РТИ (Екатеринбург)             | Южный Екатеринбург                      | Университет (Оренбург)         |
| 2002/2003 | Сталь (Аша)                    | Университет (Оренбург)         | СК имени Калинина (Трехгорный)          | РТИ (Екатеринбург              |
| 2003/2004 | Политехник (Челябинск)         | Сталь (Аша)                    | Вагоностроитель (Усть-Катав)            | СК имени Калинина (Трехгорный) |
| 2004/2005 | Вагоностроитель (Усть-Катав)   | Сталь (Аша)                    | Политехник (Челябинск)                  | Славтэк (Нижневартовск)        |
| 2005/2006 | Славтэк (Нижневартовск)        | Сталь (Аша)                    | Айсберг (Игрим)                         | Политехник-ЮУрГУ (Челябинск)   |
| 2006/2007 | Сталь (Аша)                    | Кристалл (Белоярский)          | Югра (Ханты-Мансийск)                   | Политехник-ЮУрГУ (Челябинск)   |
| 2007/2008 | Сталь (Аша)                    | Кристалл (Белоярский)          | Политехник-ЮУрГУ (Челябинск)            | Филин (Нижневартовск)          |
| 2008/2009 | Вагоностроитель (Усть-Катав)   | Политехник (Челябинск)         | Газовик-Старт (Ялуторовск)              | Инквой (Советский)             |

Общероссийские финалы региональных зон
| Сезон     | 1 место                 | 2 место                     | 3 место                     | 4 место           |
| 1996/1997 | Технолог (Ухта)         | Титан (Клин)                | СК имени Чкалова (Снежинск) | Десна (Брянск)    |
| 1997/1998 | Витязь (Подольск/Чехов) | СК имени Чкалова (Снежинск) | Технолог (Ухта)             | Мостовик (Курган) |